# Atlas (Mondkrater)
Atlas ist ein Einschlagkrater auf der nordöstlichen Mondvorderseite am südöstlichen Rand des Mare Frigoris.
Er liegt östlich des etwas kleineren Kraters Hercules.
Sein Boden weist ausgeprägte Bruchstrukturen auf, die Rimae Atlas, weshalb er zu den Floor-fractured craters (Klasse I) gezählt wird.
| Buchstabe | Position           | Durchmesser | Link |
| --------- | ------------------ | ----------- | ---- |
| A         | 45,31° N, 49,5° O  | 23 km       |      |
| D         | 50,36° N, 49,64° O | 26 km       |      |
| E         | 48,54° N, 42,44° O | 58 km       |      |
| G         | 50,7° N, 46,47° O  | 21 km       |      |
| L         | 51,31° N, 48,58° O | 5 km        |      |
| P         | 49,65° N, 52,95° O | 27 km       |      |
| W         | 44,41° N, 44,19° O | 5 km        |      |
| X         | 45,11° N, 45,05° O | 5 km        |      |

Der Krater wurde 1935 von der IAU nach Atlas, dem Titanen der griechischen Mythologie, offiziell benannt.

## Erforschung
Das japanische Raumfahrtunternehmen ispace beabsichtigte bei der Mission Hakuto-R M1 mit einer kleinen Sonde von knapp 1 t am 25. April 2023 im Atlas-Krater zu landen und dort unter anderem den emiratischen Rover Raschid auszusetzen. Da der Treibstoff der Sonde noch vor Beendigung des Landemanövers verbraucht war, schlug sie nach 88 Sekunden freiem Fall mit etwa 556 km/h bei 50° nördlicher Breite und 43° östlicher Länge etwas nördlich des Kraters auf der Mondoberfläche auf.